# Orphninotrichia silicis
Orphninotrichia silicis är en nattsländeart som beskrevs av Wells 1980. Orphninotrichia silicis ingår i släktet Orphninotrichia och familjen smånattsländor. Inga underarter finns listade i Catalogue of Life.